# Родионов, Степан Акимович
Степан Акимович Родионов (?—1870) — полковник Корпуса флотских штурманов, участник Синопского боя и обороны Севастополя.
Почти всю свою служебную деятельность он провел на Чёрном море и боевое крещение получил ещё в 1828 году, когда, будучи в звании кондуктора Корпуса штурманов, он, на корабле «Париж», принимал участие в бомбардировании крепости Варны, а затем и в отражении вылазки из-под неё турецких судов в ночь с 26 на 27 июля.
С этих пор он почти круглый год проводил в море, переходя с одного судна на другое, причём в большинстве случаев ему приходилось крейсировать зимой у Кавказских берегов. В 1833 году он не только крейсировал у Кавказского побережья, но и участвовал в блокировании и бомбардировке его. Продолжая службу в Черноморском флоте Родионов не раз отличался при десантных высадках в Черномории и Абхазии. 1 января 1847 года, он в чине поручика, за проведение 18 морских полугодовых кампаний был награждён орденом св. Георгия 4-й степени (№ 7717 по кавалерскому списку Григоровича — Степанова).
С началом, в 1853 году Восточной войны, окончившейся Севастопольской кампанией, Родионов находился на корабле «Париж», входившем в состав эскадры вице-адмирала П. С. Нахимова, и во время самого Синопского боя принимал деятельное участие, указывая адмиралу направление, по которому ложились снаряды. В один из таких моментов неприятельское ядро оторвало ему правую руку. Пролежав до 26 ноября в корабельном лазарете, он, когда русский флот вернулся в Севастополь, был переведён в морской госпиталь, где ему пришлось пробыть около пяти месяцев. Наконец, 10 марта 1854 года он выписался из больницы и, несмотря на то, что у него не было руки, но видя, что он может быть полезным, ввиду начавшейся Севастопольской обороны, Родионов в августе того же года поступил на корабль «Три Святителя». После затопления Черноморского флота Родионов перешёл в гарнизон Севастополя и явился одним из защитников этого города до 20 апреля 1855 года.
По окончании Крымской войны он продолжал ещё некоторое время служить во флоте, а затем вышел в отставку и поселился в Николаеве, где и умер в середине ноября 1870 года.